# دوروثي ألين
دوروثي ألين (بالإنجليزية: Dorothy Allen)‏ هي ممثلة أمريكية، ولدت في 23 أكتوبر 1896 في هيوستن في الولايات المتحدة، وتوفيت في 30 سبتمبر 1970 في نيويورك في الولايات المتحدة.

## وصلات خارجية
- دوروثي ألين على موقع IMDb (الإنجليزية)
- دوروثي ألين على موقع قاعدة بيانات برودواي على الإنترنت (الإنجليزية)